# ヘキサブロモベンゼン
ヘキサブロモベンゼン(Hexabromobenzene)は芳香族化合物の1つである。ベンゼンの誘導体で、6つ全ての水素原子が臭素原子に置換している。
難燃剤として、高圧キャパシタに用いられている。低価格エネルギー貯蔵装置やキャパシタの材料となる薄いグラフェン様フィルム製造のための出発物質としても用いられる。